# Tasbacka
Tasbacka — викопний рід морських черепах, що існував на межі палеоцену та міоцену, 59-54 млн років тому. Викопні рештки представників роду виявлені у Казахстані, Данії, Австрії, Марокко, Єгипті та США.